# Grabhügel von Kröllwitz
Koordinaten: 51° 30′ 9,6″ N, 11° 56′ 22″ O
Der Grabhügel von Kröllwitz ist ein wahrscheinlich jungsteinzeitlicher, von einem Menhir bekrönter Grabhügel in Kröllwitz, einem Stadtteil von Halle (Saale). Eine archäologische Untersuchung hat bisher nicht stattgefunden.

## Lage
Der Hügel befindet sich nordöstlich des Universitätsklinikums Kröllwitz. Er ist über die Zufahrt zum Krankenhausgelände und einen anschließenden Fußweg zugänglich.
Etwa 3 km westlich befinden sich in der Dölauer Heide 36 weitere Grabhügel.

## Beschreibung
Der stark mit Bäumen bewachsene Hügel ist oval und ost-westlich orientiert. Er hat eine Gesamtlänge von 30 m und eine Höhe von 3,5 m. Er ist vermutlich in mehreren Phasen entstanden und gliedert sich in einen östlichen Haupthügel und einen deutlich abgesetzten westlichen Nebenhügel mit einer Länge von 12 m und einer Breite von 8 m.
Auf dem östlichen Haupthügel steht ein Menhir aus Quarzit. Er ist plattenförmig, verjüngt sich nach oben und hat eine zerklüftete Oberfläche. Der Stein hat eine Höhe von 1,1 m, eine Breite von 1,2 m und eine Dicke von 0,5 m.